# Andovce
```

```

Andovce (hongrois : Andód) est un village de Slovaquie situé dans la région de Nitra.

## Histoire
Première mention écrite du village en 1424.

## Démographie

### Évolution de la population
| Année:               | 1994. | 2004.   | 2014.   | 2024.    |
| -------------------- | ----- | ------- | ------- | -------- |
| Nombre de personnes: | 1219  | 1296    | 1417    | 1792     |
| Différence:          |       | +6,31 % | +9,33 % | +26,46 % |

| Année:               | 2023. | 2024.   |
| -------------------- | ----- | ------- |
| Nombre de personnes: | 1775  | 1792    |
| Différence:          |       | +0,95 % |